# Marco Benefial
Marco Benefial  (né en 1684 à Rome, alors capitale des États pontificaux, et mort en 1764 dans cette même ville) est un peintre italien classique du XVIIIe siècle.

## Biographie
Marco Benefial est un peintre néo-classique, qui a été actif principalement à Rome.
Il a fait son apprentissage auprès de Ventura Lamberti da Carpi, un élève de Carlo Cignani, et il a participé à la peinture de la chapelle du Sacrement de la Basilique Saint-Pierre et du couvent des Carmélites de Saint Albert. Par la suite, à partir de 1711, il collabore avec le peintre Filippo Germisoni.
Il est surtout connu pour son opposition à la décoration du style rococo prééminent à Rome au cours du XVIIIe siècle propagé par les élèves de Carlo Maratta.
Lorsque l'une de ses peintures, un retable de l'Apothéose de San Filippo Neri, fut refusé pour l'exposition annuelle au Panthéon de 1703, Benefial s'est révolté et l'a affiché avec obstination  dans la vitrine d'un pharmacien.
En 1718 après la réalisation de Jonas, peint pour l'Archibasilique Saint-Jean-de-Latran à la suite d'une commande pontificale, il fut récompensé  par le titre de Cavaliere accordé par la papauté.
En 1720, il a protesté auprès de l'Accademia di San Luca qui avait décrété de favoriser exclusivement les membres de sa guilde pour l'enseignement du dessin. Le Pape Clement XI finit par entendre ses appels et révoqua la décision. Par la suite Benefial a finalement été élu à l'Accademia di San Luca à l'âge de 57 ans, il a rapidement dénoncé ses membres de médiocrité et d'ignorance, ce qui lui valut son expulsion quelques années plus tard (1755).
Ses peintures représentent des figures humaines, dans un espace complexe, lumineux et aux couleurs chaudes. Il a aussi peint des  retables, des fresques ainsi que de nombreux portraits. À la suite de sa collaboration avec de nombreux artistes ayant acquis dans le temps un certain renom, certaines de ses peintures ont souvent été mal identifiées. Il a, par exemple, souvent collaboré à des peintures de Filippo Evangelista.
Marco Benefial préconisait un retour aux bases classiques de la peinture italienne.
Parmi ses élèves il faut noter Giuseppe Duprà, Giovanni Battista Ponfredi, Pietro Labruzzi, Giuseppe Canale, ainsi que brièvement Anton Raphael Mengs.

## Œuvres

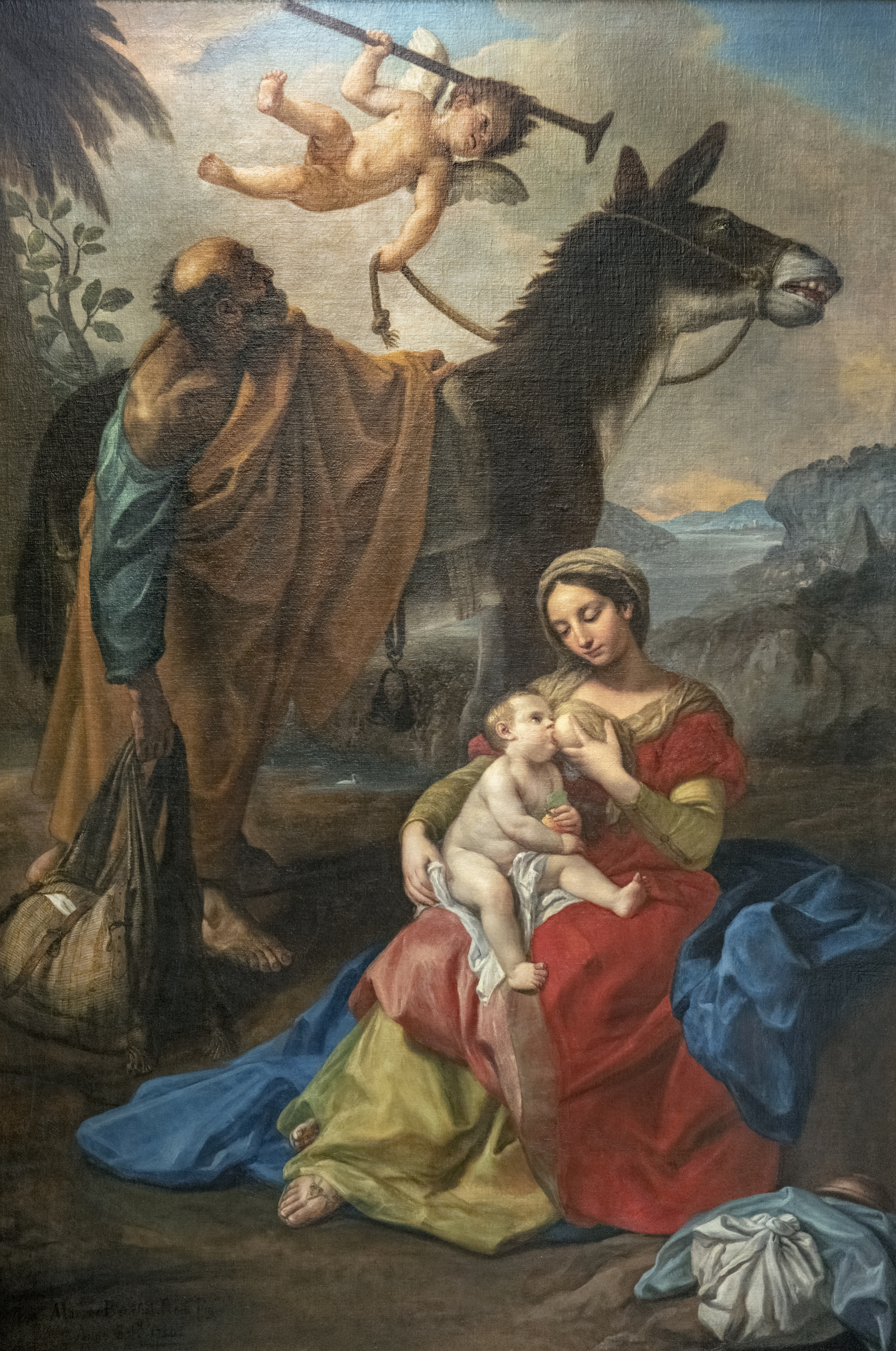
Repos de la Sainte Famille pendant la fuite en Égypte, musée des Beaux-Arts de Carcassonne.

- Saint Saturnin, retable, église Santi Giovanni e Paolo, (1716), (Rome).
- Jonah, Archibasilique Saint-Jean-de-Latran, (1718).
- Peinture sur l'histoire de saint Laurent, (1720-1727), cathédrale de Viterbe.
- Pietà avec des anges et des symboles de la passion, (1721), église du monastère de Santa Maria dei Sette Dolori.
- Deux tableaux ovales sur l'histoire de Jean-Baptiste, église Santa Maria delle Fornaci.
- Quatre toiles (1722-1727), collégiale du Crucifix à Monreale.
- Sainte Marguerite de Cortone (1729-1732), deux toiles, église Sainte-Marie d'Aracœli (commande du cardinal Pietro Marcello Corradini).
- Peinture de la chapelle du Sacrement de la Basilique Saint-Pierre et du couvent des Carmélites de San Alberto (en collaboration avec Ventura Lamberti da Carpi).
- Saint Crescentinus tuant le dragon (1747-1749), cathédrale de Città di Castello.
- Portrait de Giacinta Marescotti (1750), église San Lorenzo in Lucina, Rome.
- La Vierge à l'Enfant avec saint Guy et saint François (1740-1750), Musée du Louvre, Paris (ainsi que plusieurs dessins au Département des arts graphiques)
- Madeleine pénitente (ca. 1753)
- Flagellation, église Santissime Stimmate di San Francesco, Rome
- Salomé avec la tête de saint Jean-Baptiste.
- Saint Joseph.
- Autoportrait (1740-1750)
- Le repos de la sainte famille pendant la fuite en Égypte, huile sur toile, 260 × 175 cm, Carcassonne, musée des Beaux-Arts
- Vierge et saints, huile sur toile, 48 × 33 cm, Collection Lemme, Rome[2]